# Tesouro
Tesouro este un oraș în Mato Grosso (MT), Brazilia.